# Palästinensisches Gesundheitsministerium (Gaza)
Das Palästinensische Gesundheitsministerium (Gaza) (arabisch وزارة الصحة الفلسطينية في غزة, DMG Wizārat aṣ-Ṣiḥḥa al-Filasṭīnīya fī Ġazza; englisch Ministry of Health - Gaza, kurz GHM) ist ein 2007 gegründetes Parallelministerium der Hamas zum Fatah-dominierten Gesundheitsministerium von Ramallah. Es ist im Gazastreifen verantwortlich für die Verwaltung der Gesundheitsversorgung und der medizinischen Dienste, betreibt rund die Hälfte aller Krankenhäuser und Kliniken im Gazastreifen und beschäftigt seit der Machtübernahme der Hamas 2007 sowohl neu rekrutierte Mitarbeiter als auch ehemalige Beamte der Fatah. Die Gehälter der Mitarbeiter werden von dem Gesundheitsministerium von Ramallah im Westjordanland bezahlt.
Die Opferberichte des Gesundheitsministeriums haben im Verlauf des Gaza-Israel-Konflikts erhebliche Aufmerksamkeit erhalten. Die Zahlen des Ministeriums wurden von den Vereinten Nationen, der Weltgesundheitsorganisation und Human Rights Watch in früheren kriegerischen Konflikten als zuverlässig erachtet.

## Geschichte
Von 1967 bis 1994 verwaltete Israel das Gesundheitssystem des Gazastreifens. Die medizinische Nahversorgung war schlecht und Patienten wurden meist an israelische Krankenhäuser überwiesen. Im Zuge der Osloer Abkommen wurden 1994 die Palästinensische Autonomiebehörde und das Gesundheitsministerium von Palästina mit Sitz in Ramallah gegründet. Nach der Machtübernahme der Hamas im Gazastreifen im Jahr 2007 ernannte die Hamasregierung im Gazastreifen ihre eigenen stellvertretenden Gesundheitsminister, doch das Gesundheitsministerium von Ramallah ist weiterhin die übergeordnete Behörde, zahlt Gehälter und versorgt das Gesundheitswesen in Gaza mit medizinischer Ausrüstung.
In den Anfangsjahren nach der Hamas-Machtübernahme finanzierte sich das Gesundheitssystem in Gaza durch Krankenversicherungsbeiträge aus der gesetzlichen Krankenversicherung, Zahlungen des Gesundheitsministeriums in Ramallah, Spenden verschiedener in Gaza tätiger NGOs, 200 Millionen US-Dollar von UNRWA-Projekten, 98 Millionen US-Dollar von USAID-Projekten, Steuern der Hamas auf Tunnel-Schmuggelware und Finanzhilfen aus Iran und Katar. Die Hamas baute das Gesundheitswesen aus und ersetzte viele Ministerialbeamte der Autonomiebehörde durch eigene Anhänger. Nach Bildung der palästinensischen Einheitsregierung 2014 unterstanden beide Ministerien dem Gesundheitsminister in Ramallah, mit einem Untersekretär in Gaza. Zwischen den zwei Ministerien bestehen jedoch seit je Spannungen und Kompetenzkonflikte. Die Weltgesundheitsorganisation (WHO) arbeitet mit beiden zusammen, auch wenn ihr offizielles Mandat über die Palästinensische Autonomiebehörde läuft.
Am 17. November 2023, während des Kriegs in Israel und Gaza, erklärte der Leiter von Ärzte ohne Grenzen in Palästina, das Gesundheitsministerium des Gazastreifens sei „dezimiert“ und der Gesundheitssektor des Gazastreifens „systematisch zerstört“ worden.

## Organisationsstruktur
Die Organisationsstruktur ist wie folgt:

### Nationale Leitung
- Gesundheitsminister und Berater
- Gesundheitsräte:
  - Ärzterat
  - Nationale Blutbankbehörde
  - Gesundheitsforschungsrat
  - Pflegerat
  - Gesundheitspolitischer Rat
- Verwaltungsbüro für internationale Zusammenarbeit und Projekte

### Verwaltungsstellen
- Büro des Ministers
- Interne Kontrollstelle
- Stelle für Öffentlichkeitsarbeit und Medien
- Stelle für rechtliche Angelegenheiten
- Beschwerdestelle
- Ministerratsstelle
- Organtransplantationsstelle

### Vom Untersekretär und seinen Stellvertretern geleitete Abteilungen
| - Laborabteilung - Abteilung für Physiotherapie- und Rehabilitation - Abteilung für Sicherheit und Infektionskontrolle - Abteilung für Bauwesen und Ausrüstung - Abteilung für Rettungsdienst und Notfälle - Abteilung für medizinische Bildgebung - Abteilung für Krankenversicherung - Koordinierungsstelle für nichtstaatliche Gesundheitsdienstleister - Planungs- und Leistungsentwicklungsstelle - Gesundheitsinformationsstelle - Stelle für Privatmedizin | Sowie Abteilungen für: - Verwaltungsangelegenheiten - Finanzangelegenheiten - IT und Computertechnologie - Personalentwicklung - Krankenpflege - Pharmazie - Psychische und soziale Gesundheit - Primärversorgung - Krankenhausverwaltung |

## Ermittlung von Opferzahlen
Das Gesundheitsministerium von Gaza ist die einzige offizielle Quelle für Daten zu palästinensischen Opfern in Gaza während des Israel-Gaza-Krieges ab 2023, obwohl diese Zahlen auch vom palästinensischen Gesundheitsministerium im Westjordanland veröffentlicht werden, das sie durch seine in Gaza stationierten Mitarbeiter bestätigt. Die vom Ministerium veröffentlichten Opferzahlen unterscheiden nicht zwischen Zivilisten und Kombattanten und geben auch keine Todesursache an.
Da das Gesundheitsministerium von der Hamas kontrolliert ist, gab es Bedenken über manipulierte oder übertriebene Angaben zu Todesfällen. Die Zahlen wurden jedoch in der Vergangenheit von den Vereinten Nationen, der Weltgesundheitsorganisation und Human Rights Watch als verlässlich erachtet. Auch in Bezug auf den Krieg zwischen Israel und Gaza seit 2023 fanden zwei im Korrespondenz-Teil des medizinischen Fachjournals The Lancet veröffentlichte Analysen keine Hinweise auf eine Übertreibung oder Fälschung der palästinensischen Opferzahlen.
Die Erfassung der Opfer geschieht überwiegend online, was sich jedoch vorübergehend als schwierig herausstellte, da diese Option durch israelische Angriffe auf die palästinensischen Krankenhäuser mitsamt deren technologischer Infrastruktur von November 2023 bis Februar 2024 eingeschränkt und deshalb vorübergehend wieder auf die manuelle Zählung der Opferzahlen zurückgegriffen wurde.
Im Februar 2024 gab das Gesundheitsministerium an, seine täglichen Zahlen stützten sich auf „eine Kombination aus genauen Todeszahlen aus Krankenhäusern, die noch teilweise in Betrieb sind, und Schätzungen aus Medienberichten zur Ermittlung der Todesfälle im Norden Gazas“.
Eine im Januar 2025 in The Lancet veröffentlichte peer-reviewte Analyse mit Hilfe der Rückfangmethode basierend auf Daten des Ministeriums sowie von Social-Media-Beiträgen schätzte, dass das Ministerium die Anzahl der durch traumatische Verletzungen verursachten Todesfälle seit dem 2023 begonnenen Krieg um 41 % zu niedrig angegeben habe. Die Gesamtzahl bis einschließlich 6. Oktober 2024 liege wahrscheinlich bei über 70.000, im Gegensatz zu den vom Ministerium gemeldeten 41.909.

## Liste der GHM-Gesundheitsminister
Die Liste der Gesundheitsminister des Gazastreifens; ein alternatives palästinensisches Gesundheitsministerium im Gazastreifen unter der Leitung der Hamas.
| # | Name                 | Partei | Beginn der Amtszeit | Ende der Amtszeit |
| - | -------------------- | ------ | ------------------- | ----------------- |
| 1 | Basem Naim           | Hamas  | Januar 2007         | Januar 2009       |
| 2 | Mufiz al-Makhalalati | Hamas  | April 2009          | unbekannt         |
| 3 | Medhat Abbas         | Hamas  | Januar 2023         | im Amt            |